# Nissan Presea
Nissan Presea (яп. 닛산 프레세아; хепберн Nissan Puresea) - компактний автомобіль, що випускався японською компанією Nissan з 1990 по 2000 рік для азіатського ринку. Назва Presea у перекладі з іспанської означає коштовність чи важливість.

## R10 (1990-1995)
R10 був заснований на платформі Nissan Sunny B13 та замінив Nissan Laurel Spirit. Зовнішній вигляд ідентичний Nissan President.
У автомобіля було дуже багато загальних деталей з Laurel, проте панелі кузова та інтер'єр були виконані відповідно до набагато вищих технічних вимог. Тканини салону відповідали тим, що були на Laurel, зі стандартними функціями, включаючи автоматичні фари, проріз для ключів з підсвічуванням, приладову панель з підсвічуванням ззаду, вбудовану звукову систему, автоматичний клімат-контроль, цифровий контроль температури, регульовані ремені безпеки по висоті плечей, з регульованою періодичністю спрацьовування, бічні дзеркала, що складаються, з дистанційним керуванням і, найголовніше, безрамні вікна. Також автомобіль оснащувався дисковими гальмами, антиблокувальною системою та очисником заднього скла.
Передня стійка була трохи тоншою, ніж у більшості компактних автомобілів. С-подібна стійка створювала заднє вітрове скло, що закривається периметром. Всі ці конструктивні особливості забезпечували водієві огляд більш ніж на 300 градусів, дуже схожий на огляд пілота винищувача. Округлий зовнішній вигляд не залишав видимих прямих граней на автомобілі, а передня частина без решітки радіатора надавала автомобілю дуже витончений і футуристичний вигляд, що має деяку візуальну подібність з Infiniti Q45.

## R11 (1995-2000)

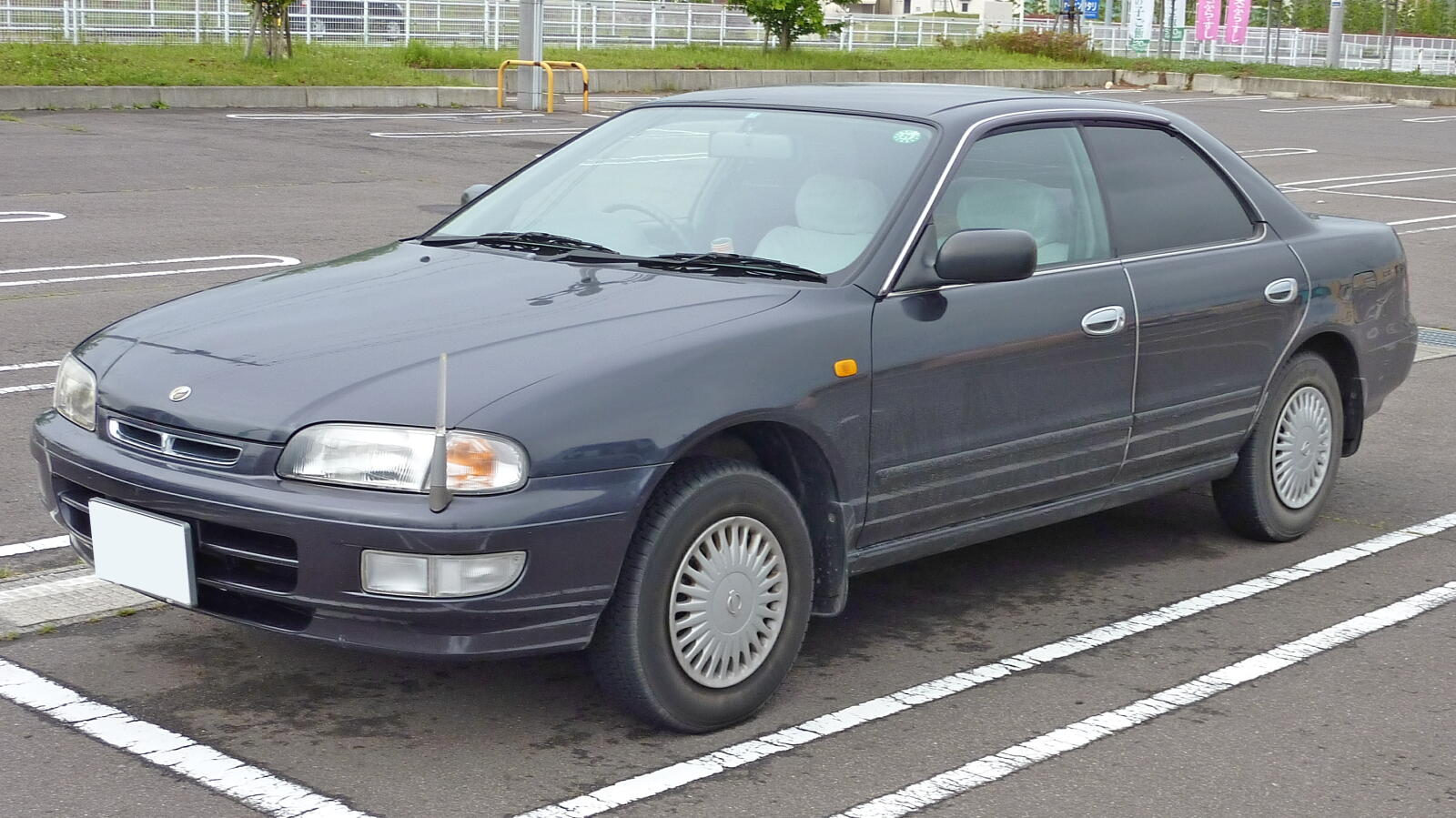
Nissan Presea (R11)

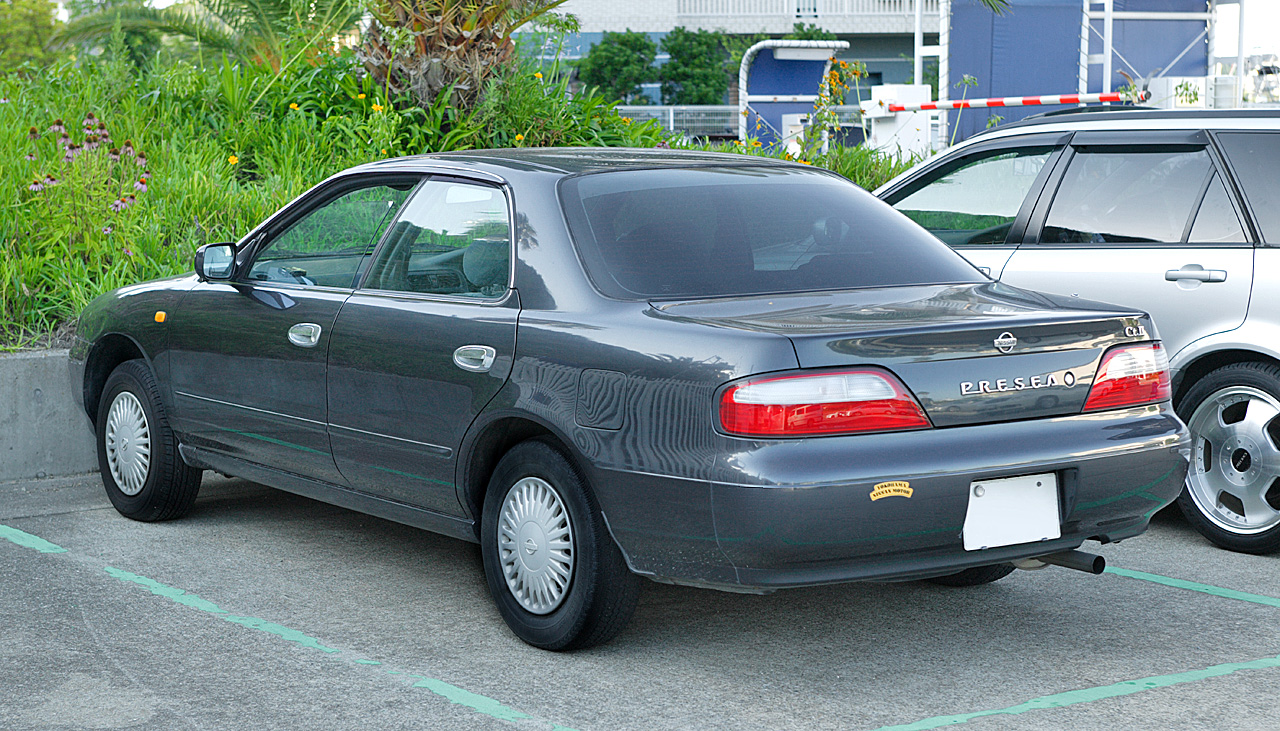
Nissan Presea (R11)

R11, що випускався з 1995 по 2000 рік, був трохи подовжений. У деяких країнах інжекторний двигун SR18D(i) потужністю 110 к.с. поступився місцем двигуну з електронним упорскуванням палива SR18DE потужністю 125 к.с., поряд з GA15DE та SR20DE. Трансмісія була ідентична Nissan Sunny B14 (1994-1998), а безрамні вікна дверей були ідентичні Nissan Presea R10. Довжина збільшена до 4425 мм, колісна база — до 2525 мм, ширина — до 1695 мм, а висота — до 1325 мм.
У Сінгапурі, Таїланді та Новій Зеландії R11 наводився в рух двигуном GA16DE. Практично всі вигини та панелі залишилися колишніми, і тільки світлотехніка стала виглядати «свіжішою». Спереду та ззаду встановлювалася підвіска Макферсона. Ринковий попит такий автомобіль швидко падав, оскільки економічний спад у Японії почав набирати повну силу, й у 2000 року Presea було знято з производства.